# Liste der Bodendenkmäler in Rheda-Wiedenbrück
Die Liste der Bodendenkmäler in Rheda-Wiedenbrück führt die Bodendenkmäler der Stadt Rheda-Wiedenbrück (Stand: November 2017) auf.

## Bodendenkmäler
| Bild | Bezeichnung                          | Zeit                             | Lage                                                           | Beschreibung                                                                         | Eingetragen seit | Denkmalnummer |
| ---- | ------------------------------------ | -------------------------------- | -------------------------------------------------------------- | ------------------------------------------------------------------------------------ | ---------------- | ------------- |
|      | Burg- und Gartenanlage Schloss Rheda | Mittelalter                      | Rheda Steinweg 1–16                                            |                                                                                      |                  |               |
|      | Burg Reckenberg                      | Mittelalter/frühe Neuzeit        | Wiedenbrück Am Reckenberg                                      |                                                                                      |                  |               |
|      | Brunnen                              | frühe Neuzeit                    | Wiedenbrück Marktplatz                                         |                                                                                      |                  |               |
|      | Hohlwegbündel/Gräberfeld             | frühe Neuzeit/jüngere Bronzezeit | Lintel Hilgenbusch                                             |                                                                                      |                  |               |
|      | Flurrelikte                          | Mittelalter/frühe Neuzeit        | Lintel Pilgerpfad                                              |                                                                                      |                  |               |
|      | Siedlungsplatz                       | Eisenzeit                        | Lintel Schledebrück                                            |                                                                                      |                  |               |
|      | Rittersitz Haus Neuhaus              | Spätmittelalter/frühe Neuzeit    | St. Vit Auf der Wiek 1 und 3                                   |                                                                                      |                  |               |
|      | Gräberfeld                           | Bronze- bzw. Eisenzeit           | Nordrheda-Ems Marienfelder Straße                              |                                                                                      |                  |               |
|      | Landwehr                             | spätes Mittelalter/frühe Neuzeit | Nordrheda-Ems Stadtgrenze zwischen Rheda-Wiedenbrück und Oelde |                                                                                      |                  |               |
|      | Hügel                                | Mittelalter/frühe Neuzeit        | Wiedenbrück An der Tiefe                                       | „kuppige, in etwa kreisförmige Erhebung von 15 bis 16 m Durchmesser und 2,3 m Höhe.“ | 24. Nov. 2014    | 10            |